# ニューブラッサムガーデンクラブ
ニューブラッサムガーデンクラブ（NEW BLOSSOM GARDEN CLUB）は、山形県西村山郡河北町にあるゴルフ場である。

当初、ブラッサム・ガーデン・クラブとして開業したが2004年12月にミサワホームが母体の株式会社エム・エル・シーが民事再生法を申請。翌年7月に地元不動産業の三和地所株式会社が経営再建に名乗りを上げ、2006年4月に、ニューブラッサムガーデンクラブと改称し、再スタートした。

## コース情報
- コース規模
  - 18ホールズ、6,945ヤード

## 施設案内
- クラブハウス・ラウンジ
- レストラン・コンペルーム
- ドライビングレンジ

## 所在地
- 山形県西村山郡河北町西里字目澤4143

## 営業期間
冬季は営業を休止している。

## アクセス
- 車
  - 山形空港より車で約16分
  - 東北中央自動車道東根ICより約20分
  - 山形自動車道寒河江ICより約20分